# Calamus nodosus
Calamus nodosus е вид бодлоперка от семейство Sparidae. Видът не е застрашен от изчезване.

## Разпространение и местообитание
Разпространен е в Мексико и САЩ.
Обитава крайбрежията на тропически води, пясъчни дъна, океани, морета, заливи и рифове. Среща се на дълбочина от 12 до 158,5 m, при температура на водата от 20 до 24,6 °C и соленост 36,1 – 36,4 ‰.

## Описание
На дължина достигат до 54,4 cm, а теглото им е максимум 2630 g.
Продължителността им на живот е около 17 години.